# Østtimor ved OL
Østtimor deltog første gang i olympiske lege under Sommer-OL 2004 i Athen. Under Sommer-OL 2000 i Sydney deltog udøvere fra Østtimor under olympisk flag som Individuelle olympiske udøvere med landskoden IOA. Østtimor deltog første gang i vinterlege under Vinter-OL 2014 i Sotji. De har aldrig vundet nogen medalje.

## Medaljeoversigt
| Østtimors medaljer under de olympiske sommerlege | Østtimors medaljer under de olympiske sommerlege | Østtimors medaljer under de olympiske sommerlege | Østtimors medaljer under de olympiske sommerlege | Østtimors medaljer under de olympiske sommerlege | Østtimors medaljer under de olympiske sommerlege |                     | Østtimors medaljer under de olympiske vinterlege | Østtimors medaljer under de olympiske vinterlege | Østtimors medaljer under de olympiske vinterlege | Østtimors medaljer under de olympiske vinterlege | Østtimors medaljer under de olympiske vinterlege | Østtimors medaljer under de olympiske vinterlege |
| Lege                                             | Guld                                             | Sølv                                             | Bronze                                           | Totalt                                           | Rang                                             | Lege                | Guld                                             | Sølv                                             | Bronze                                           | Totalt                                           | Rang                                             |                                                  |
| 2000 Sydney                                      | som Individuelle olympiske udøvere               | som Individuelle olympiske udøvere               | som Individuelle olympiske udøvere               | som Individuelle olympiske udøvere               | som Individuelle olympiske udøvere               | 1998 Nagano         | Deltog ikke                                      | Deltog ikke                                      | Deltog ikke                                      | Deltog ikke                                      | Deltog ikke                                      |                                                  |
| 2004 Athen                                       | 0                                                | 0                                                | 0                                                | 0                                                | –                                                | 2002 Salt Lake City | Deltog ikke                                      | Deltog ikke                                      | Deltog ikke                                      | Deltog ikke                                      | Deltog ikke                                      |                                                  |
| 2008 Beijing                                     | 0                                                | 0                                                | 0                                                | 0                                                | –                                                | 2006 Torino         | Deltog ikke                                      | Deltog ikke                                      | Deltog ikke                                      | Deltog ikke                                      | Deltog ikke                                      |                                                  |
| 2012 London                                      | 0                                                | 0                                                | 0                                                | 0                                                | –                                                | 2010 Vancouver      | Deltog ikke                                      | Deltog ikke                                      | Deltog ikke                                      | Deltog ikke                                      | Deltog ikke                                      |                                                  |
| 2016 Rio de Janeiro                              | 0                                                | 0                                                | 0                                                | 0                                                | –                                                | 2014 Sotji          | 0                                                | 0                                                | 0                                                | 0                                                | –                                                |                                                  |
| 2020 Tokyo                                       | 0                                                | 0                                                | 0                                                | 0                                                | –                                                | 2018 Pyeongchang    | 0                                                | 0                                                | 0                                                | 0                                                | –                                                |                                                  |
| Totalt                                           | 0                                                | 0                                                | 0                                                | 0                                                |                                                  | Totalt              | 0                                                | 0                                                | 0                                                | 0                                                |                                                  |                                                  |

| Uafhængige olympiske deltageres medaljer under de olympiske sommerlege | Uafhængige olympiske deltageres medaljer under de olympiske sommerlege | Uafhængige olympiske deltageres medaljer under de olympiske sommerlege | Uafhængige olympiske deltageres medaljer under de olympiske sommerlege | Uafhængige olympiske deltageres medaljer under de olympiske sommerlege | Uafhængige olympiske deltageres medaljer under de olympiske sommerlege |
| ---------------------------------------------------------------------- | ---------------------------------------------------------------------- | ---------------------------------------------------------------------- | ---------------------------------------------------------------------- | ---------------------------------------------------------------------- | ---------------------------------------------------------------------- |
| Lege                                                                   | Guld                                                                   | Sølv                                                                   | Bronze                                                                 | Totalt                                                                 | Rang                                                                   |
| 2000 Sydney                                                            | 0                                                                      | 0                                                                      | 0                                                                      | 0                                                                      | –                                                                      |